# 無声両唇軟口蓋摩擦音
無声両唇軟口蓋摩擦音（むせい りょうしん なんこうがい まさつおん）[ʍ]は、子音のひとつ。有声両唇軟口蓋接近音[w]が無声化した接近音であるため、無声両唇軟口蓋接近音と呼ぶのが正しい。国際音声記号の表が無声両唇軟口蓋摩擦音と呼んでいるのは歴史的理由でしかない。
[w̥] または [hw] とも書かれる。
アメリカ英語に見られる音。つづりの上で wh と書かれるもの（[h] と発音する場合を除く）の多くがこの音で発音される。イギリス英語では [w] で発音され、またアメリカでも人や地域によって [w]で発音することもある。
本物の無声両唇軟口蓋摩擦音を持つ言語もあるが、それは [xʷ] と書く。例：ナバホ語 [xʷòʃ] （サボテン）

## 言語例
- 南部アメリカ英語 - when 英語発音: [ʍen]
- スコットランド英語 - weather 英語発音: [ʍɛðəɹ][2]